# Adelaide Festival Centre
Das Adelaide Festival Centre, kurz AFC genannt, ist der erste Multifunktionkomplex für Kunst und Kultur in Adelaide, Australien.

## Geschichte
Das AFC wurde im Jahr 1973 und drei Monate vor dem Sydney Opera House errichtet und am 2. Juni 1973 eröffnet. Der Gebäudekomplex besteht aus insgesamt sechs verschiedenen Veranstaltungsgebäuden, die vorwiegend für Konzerte und Kunstausstellungen sowie Theateraufführungen genutzt werden. Das Festival Theatre ist das größte Theater in Adelaide und fasst 2000 Besucher. Während seiner Journeyman World Tour trat der Weltstar Eric Clapton an zwei Tagen vor einem ausverkauften Publikum von 4000 Leuten im Gebäude auf. Das Dunstan Playhouse fasst 620 und wurde 1974 eröffnet. Her Majesty’s Theatre wurde im Jahr 1913 erbaut und fasst 1009 Besucher. Das Space Theatre besitzt eine Kapazität 300 Plätzen, während das The Amphitheatre für 600 Leute Platz bietet. Die Artspace Gallery ist für Kunstausstellungen konzipiert.